# オープニングデモ
オープニングデモ（Opening Demonstration）は、コンピュータゲームなどの実際にゲームを始める前に表示される演出画面。オープニング・アトラクションとも言う。略語はOP。

## 解説
メモリ容量が少なく、表現力の乏しかった黎明期のレトロゲーム時代は、チープな音（あるいは無音）とタイトル画面が表示されるだけのものが多かった。コンピュータゲームが次第に表現力を伴うにつれて、ゲームプレイ中と同じ画面を自動再生したり、ゲームのルールや世界観を解説するものが現れた。
特に家庭用ゲーム機では、プラットフォームの高性能化と、それに伴うメモリの大容量化により3D動画や主題歌などが使われることも多くなり、そのゲームの看板扱いになることも多くなる。この傾向は特に1994年のプレイステーション発売以降に顕著である。
むしろレトロゲームにおいては、優れた技術力のアピールのために頻繁に行われて来た誇示表現でもあり、コンピュータゲーム製作の技術向上に貢献していると見ることも出来る。

## ゲームジャンルによる傾向
- アクションゲーム（シューティングゲームや対戦型格闘ゲームを含む）では戦闘画面やルール説明を流していることが多い。
- コンピュータRPGでは、世界観を表現するものが多い。